# Чань Пен Сун
Чань Пен Сун (малай. Chan Peng Soon, нар. 27 квітня 1988) — малайзійський бадмінтоніст, срібний призер Олімпійських ігор 2016 року.

## Виступи на Олімпіадах
| Олімпіада           | Дисципліна      | Місце |
| ------------------- | --------------- | ----- |
| Лондон 2012         | змішаний розряд | 13    |
| Ріо-де-Жанейро 2016 | змішаний розряд | 2     |